# 愛しのテキーロ/男花
「愛しのテキーロ/男花」（いとしのテキーロ/おとこばな）は、2015年9月29日に発売された氷川きよしの29枚目のシングル。

## 解説
- 自身初の両A面シングル[1][2][3]。カップリング曲が異なるA・B・Cタイプがリリースされた。

## 収録曲

### Aタイプ
出典→
1. 愛しのテキーロ [04:33]
作詞：橋詰亮子、作曲：YORI、編曲：中山聡、
ストリングスアレンジ：石倉重信
2. 男花(シングルバージョン) [04:18]
作詞：梅原晃、補作詞：ヒロコウメフジ、作曲：梅原晃、編曲：野中"まさ"雄一、
ストリングスアレンジ：石倉重信
3. あの娘の船はいつ帰る [04:37]
作詞：仁井谷俊也、作曲：宮下健治、編曲：石倉重信
4. 愛しのテキーロ（オリジナル・カラオケ） [04:33]
5. 男花(シングルバージョン)（オリジナル・カラオケ） [04:18]
6. あの娘の船はいつ帰る（オリジナル・カラオケ） [04:37]
7. 愛しのテキーロ（半音下げオリジナル・カラオケ） [04:33]
8. 男花(シングルバージョン)（半音下げオリジナル・カラオケ） [04:18]
9. あの娘の船はいつ帰る（半音下げオリジナル・カラオケ） [04:35]

### Bタイプ
出典→
1. 愛しのテキーロ [04:33]
作詞：橋詰亮子、作曲：YORI、編曲：中山聡、
ストリングスアレンジ：石倉重信
2. 男花(シングルバージョン) [04:18]
作詞：梅原晃、補作詞：ヒロコウメフジ、作曲：梅原晃、編曲：野中"まさ"雄一、
ストリングスアレンジ：石倉重信
3. 波止場のおんな [03:41]
作詞：仁井谷俊也、作曲：桧原さとし、編曲：石倉重信
4. 愛しのテキーロ（オリジナル・カラオケ） [04:33]
5. 男花(シングルバージョン)（オリジナル・カラオケ） [04:18]
6. 波止場のおんな（オリジナル・カラオケ） [03:41]
7. 愛しのテキーロ（半音下げオリジナル・カラオケ） [04:33]
8. 男花(シングルバージョン)（半音下げオリジナル・カラオケ） [04:18]
9. 波止場のおんな（半音下げオリジナル・カラオケ） [03:38]

### Cタイプ
出典→
1. 愛しのテキーロ [04:33]
作詞：橋詰亮子、作曲：YORI、編曲：中山聡、
ストリングスアレンジ：石倉重信
2. 男花(シングルバージョン) [04:18]
作詞：梅原晃、補作詞：ヒロコウメフジ、作曲：梅原晃、編曲：野中"まさ"雄一、
ストリングスアレンジ：石倉重信
3. 北国夜行 [03:47]
作詞：麻こよみ、作曲：四方章人、編曲：伊戸のりお
4. 愛しのテキーロ（オリジナル・カラオケ） [04:33]
5. 男花(シングルバージョン)（オリジナル・カラオケ） [04:18]
6. 北国夜行（オリジナル・カラオケ） [03:47]
7. 愛しのテキーロ（半音下げオリジナル・カラオケ） [04:33]
8. 男花(シングルバージョン)（半音下げオリジナル・カラオケ） [04:18]
9. 北国夜行（半音下げオリジナル・カラオケ） [03:45]